# Eckart Bormann
Eckart Bormann ist ein deutscher Fagottist und Dirigent.

## Wirken
Eckart Bormann wurde an der HfMTH Leipzig in den Fächern Fagott und Dirigieren musikalisch ausgebildet; er lernte unter anderem bei Volker Rohde sowie Werner Seltmann. Seit 1990 ist er Solofagottist im MDR-Sinfonieorchester und beteiligt an zahlreichen Kammermusik- und Orchester-Rundfunkproduktionen. 
Von 1994 bis 1996 war er Leiter des Bläserensembles des MDR-Sinfonieorchesters. Er leitete verschiedene Konzerte und Rundfunkproduktionen mit Ensembles im In- und Ausland, darunter das Projektensemble VoixVisuelle. Im Jahr 1999 erhielt beim 3. Leipziger Improvisationswettbewerb einen 1. Preis. Mehrfach trat er auch bei den Dresdner Musikfestspielen auf. In 2003 erfolgte mit dem Ensemble con bravura eine Komplettproduktion des Triosonaten-Zyklus von Jan Dismas Zelenka für den MDR. 
Seit 2015 leitet Bormann ehrenamtlich das Musikprojekt Animes in Concert zur Unterstützung der Forschung im Bereich Früherkennung und -behandlung von Depressionen bei Kindern und Jugendlichen. Er trat in diesem Zusammenhang 2016 mit der Band unloved bei der Leipziger Buchmesse auf, und gründete die PurpleScreen Visual Concerts UG.